# هيبوليتوس

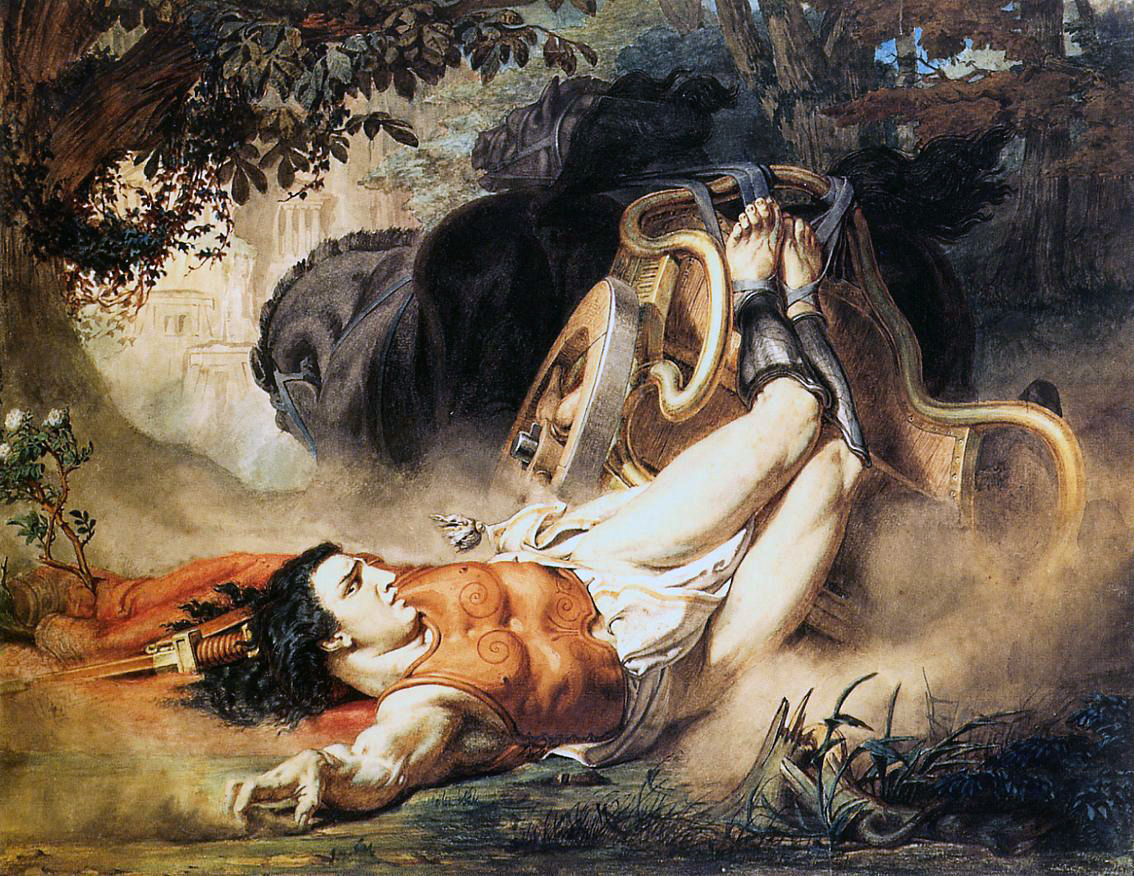
موت هيبوليتوس بريشة لورينس تديما

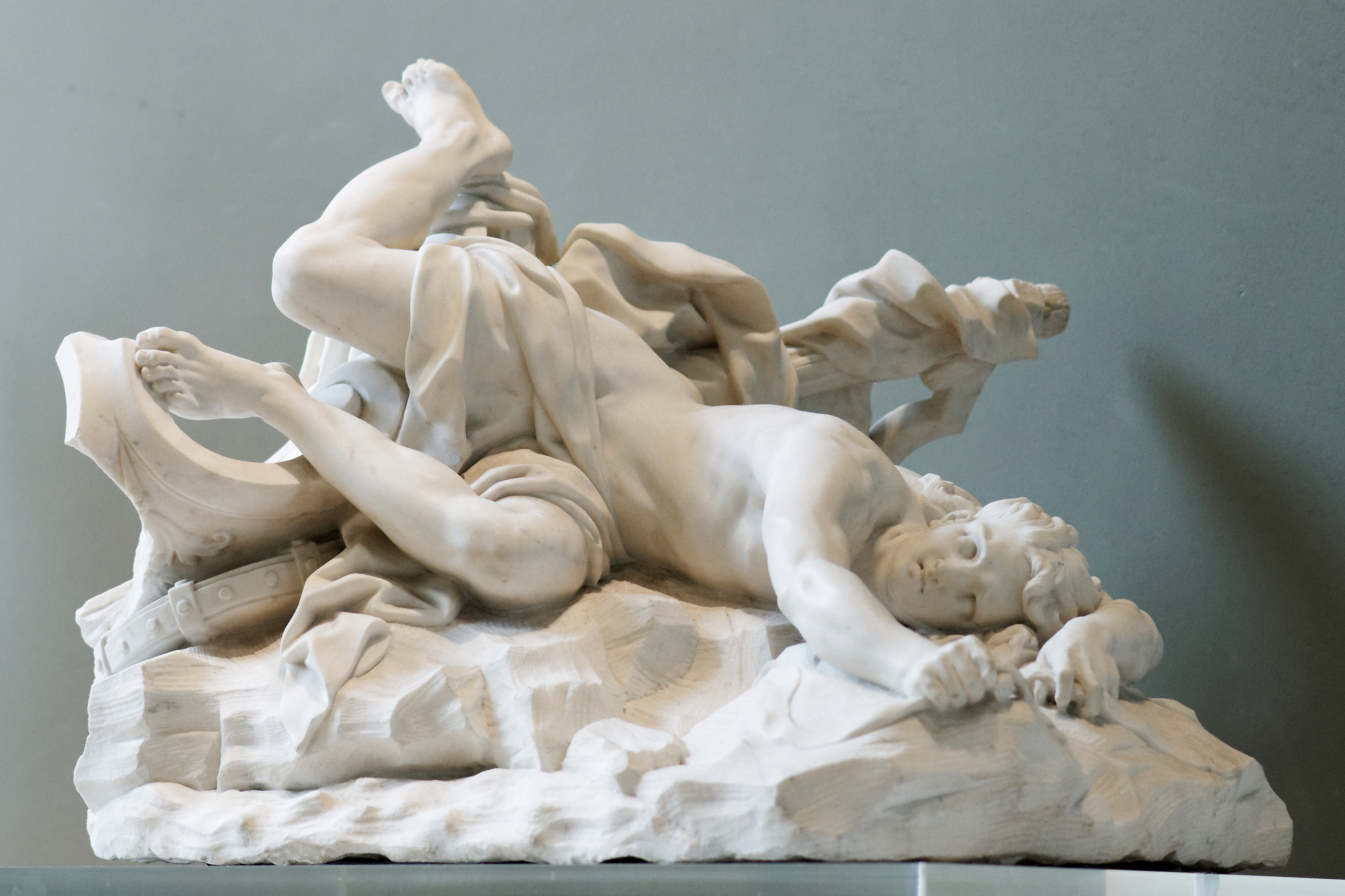
موت هيبوليتوس في منحوتة جان بابتيست ليموان في اللوفر

هيبوليتوس، في الأسطورة اليونانية، هو ابن ثيسيوس وهيبوليتي ملكة الأمازون (أو أختها أنتيوبي)، وهو صياد وقائد عجلة حربية مشهور ومفضل لأرتميس.

## القصة
أصبحت زوجة أبيه فايدرا معجبة منه، لكن عندما رفض تقربها منه شنقت نفسها، وتركت رسالة اتهمت فيها هيبوليتوس بمحاولته النيل من شرفها. عقب ذلك طرد ثيسيوس ابنه باللعنات ودعا أبوه للإله بوزيدون ليحطمه. وبينما كان هيبوليتوس يقود على طول الشاطئ في ترويزن (مشهد مسرحية هيبوليتوس ليوربيديس)، أرسل وحش بحري (ثور أو فقمة) من قبل بوزيدون وقد ظهر من الأمواج؛ فخافت الخيول وسقط هيبوليتوس من العربة وسحب معها، حيث كان قد علق بالرسن، حتى مات.
وفقا للحكايات في إبيداوروس، فقد أعاده أسقليبيوس إلى الحياة بناء على طلب أرتميس، التي نقلته إلى إيطاليا. في ترويزن، حيث كان عنده ملجأ وكاهن خاص، وعبد بشرف إلهي، أنكرت قصة موته. وقيل بأنه أنقذ من قبل الآلهة في اللحظة الأخيرة، وبأنه قد وضع بين النجوم كقائد العجلة (Auriga). وكانت هناك عادة أيضا بين عذارى ترويزن بأن يقطعن خصلات من شعورهن ويهدينها إلى هيبوليتوس قبل الزواج. الحكايات المتوازية الكلاسيكية المشهورة لهذا الموضوع الرئيسي هي عن بيليروفون وأنتيا (أو سثينوبويا) وبيليوس وأستيداميا.

## الاقتباس الأدبي
القصة كانت موضوعا لمسرحيتين كتبهما يوربيدس (الثانية هي الموجودة الآن)، ومأساة بقلم سينيكا الأصغر وفيدر لجان راسين. وهناك أثر بقى منها في الموت الأسطوري للشهيد المزور هيبوليتوس الرومي، وهو ضابط روماني مزق بالخيول البرية عندما تحول إلى المسيحية. جي. جي. ديلينجر، هيبوليتوس وكاليستوس، وترجمت للإنكليزية من قبل أي. بلامر، 1876

## تفسير الأسطورة
طبقا للتفسيرات الأقدم، مثل هيبوليتوس الشمس التي تغرب في البحر (بما يقارن بمشهد موته وقصة فايثون)، وفايدرا تمثل القمر الذي يسافر وراء الشمس، ولكنه غير قادر على اجتيازه. وأكثر احتمالا بأنه كان بطلا محليا مشهورا بعفته، أو ربما كان أصلا كاهن آرتيميس، وعُبِد كإله في ترويزن، حيث ارتبط مباشرة واختلط أحيانا مع أسكليبيوس. والجدير بالملاحظة، في خطاب وضعه يوربيدس في فم ثيسيوس، أن الأب، الذي يصدق قصة زوجته بالطبع ويعتبر هيبوليتوس منافقا، يرمي وزهد إبنه المدعى وبغضه للنساء عليه. هذا يبدو كمؤشر للصراع بين الطقوس الجديدة وطقوس بوزيدون، الإله الرئيسي لترويزن، حيث يقابل ممثلو الدين الدخيل موتهم من أتباع الإله المهان، كما مزق أورفيوس من قبل أنصار ديونيسوس الغيور
وفقا لسالومون رايناخ في كتابه أرشيف حول تاريخ الأديان (Archiv für Religionswissenschaft) فإن هيبوليتوس الترويزني كان حصانا، وتمزيق الطبيعة الإلهية لفارس إله من قبل المخلصين، الذي دعوا أنفسهم بالخيول واعتقدوا بهذا. وكان الموت يتبعه البعث من جديد، كما في الأساطير المماثلة لأدونيس (الخنزير المقدس)، أورفيوس (الثعلب)، بينثيوس (الظبي)، فايثون (حصان الشمس الأبيض).

## معرض صور

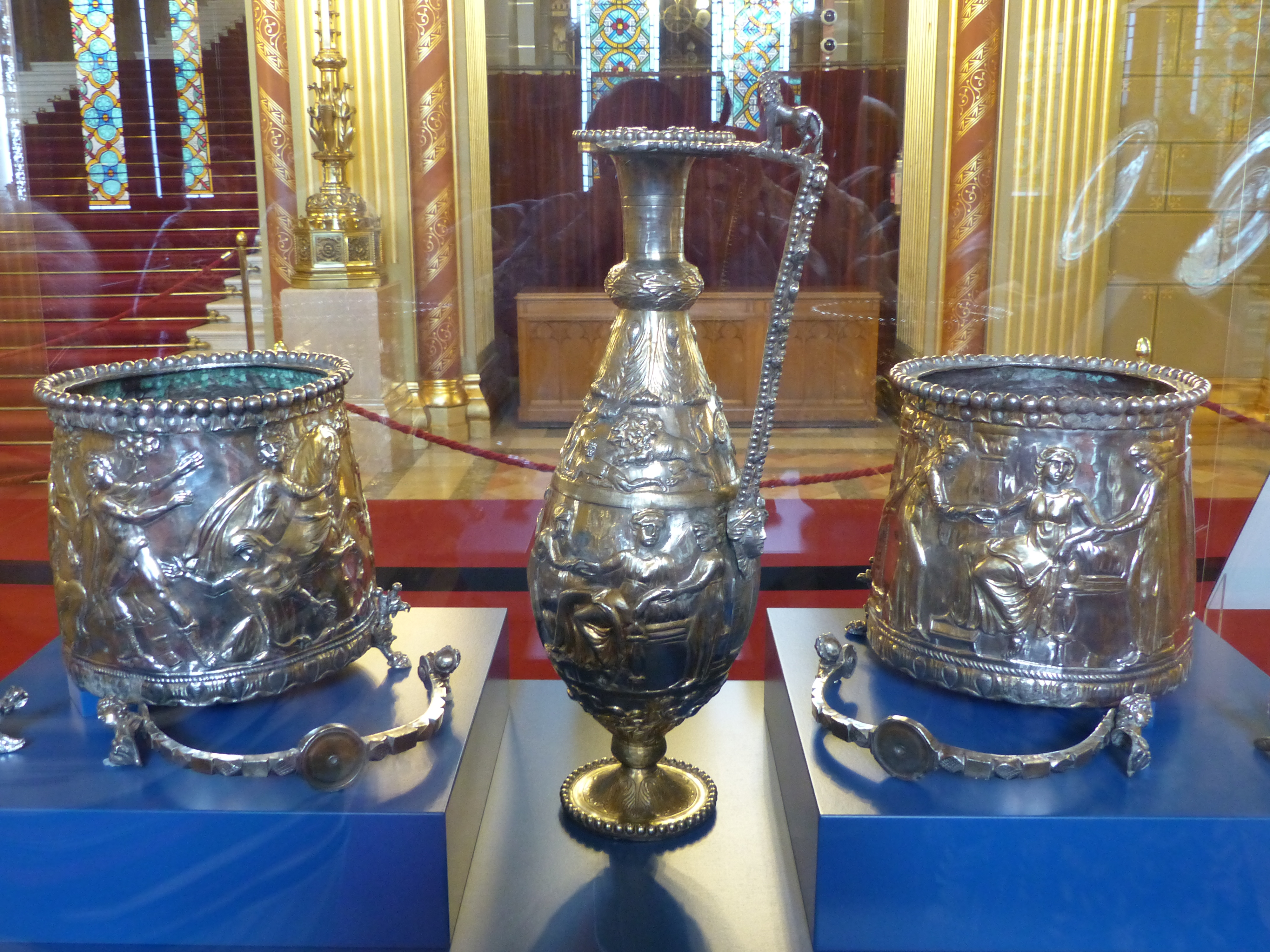
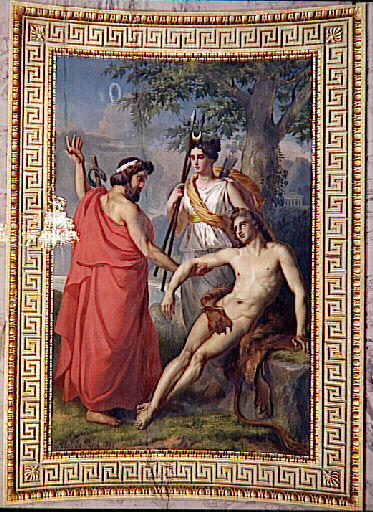
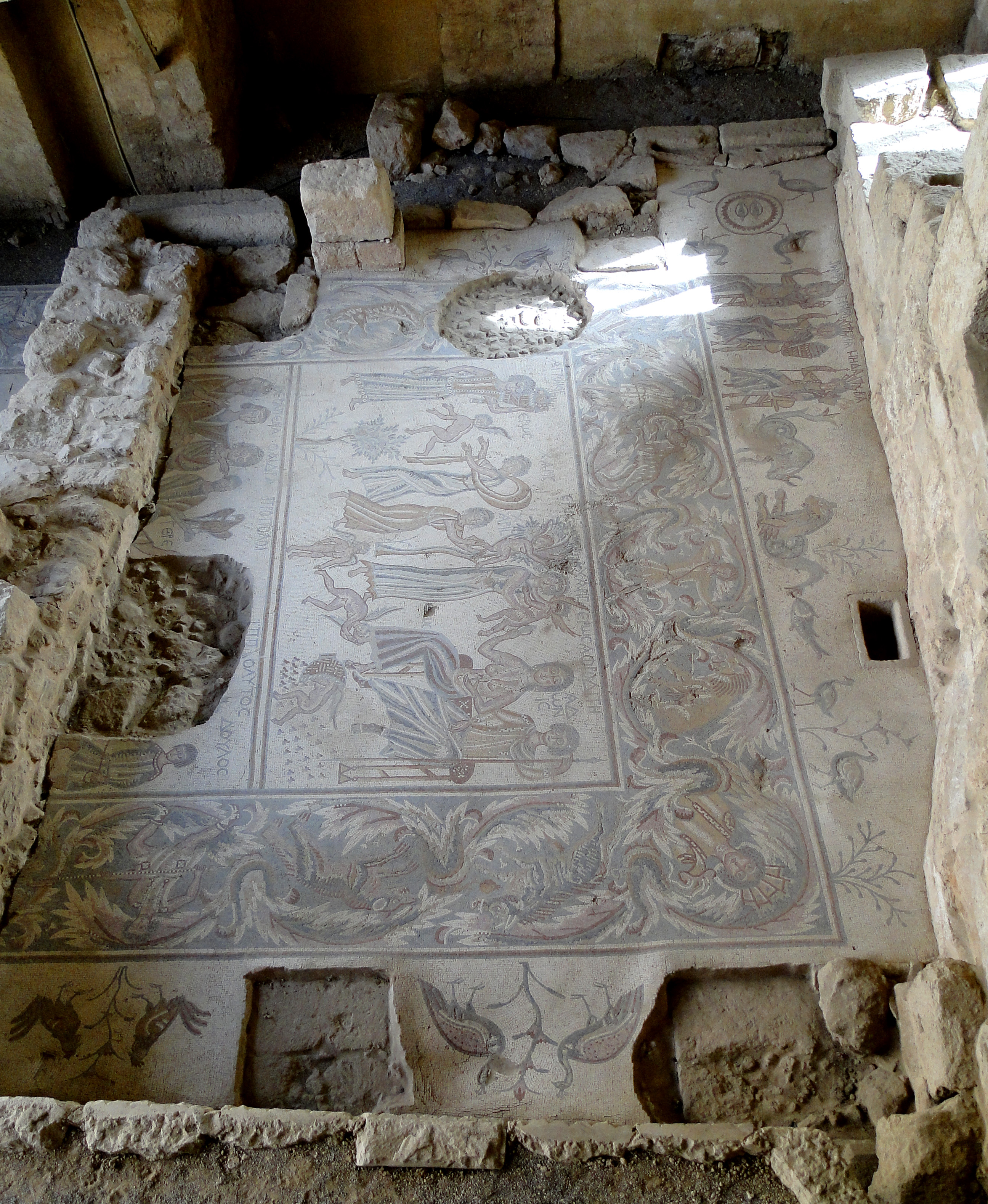
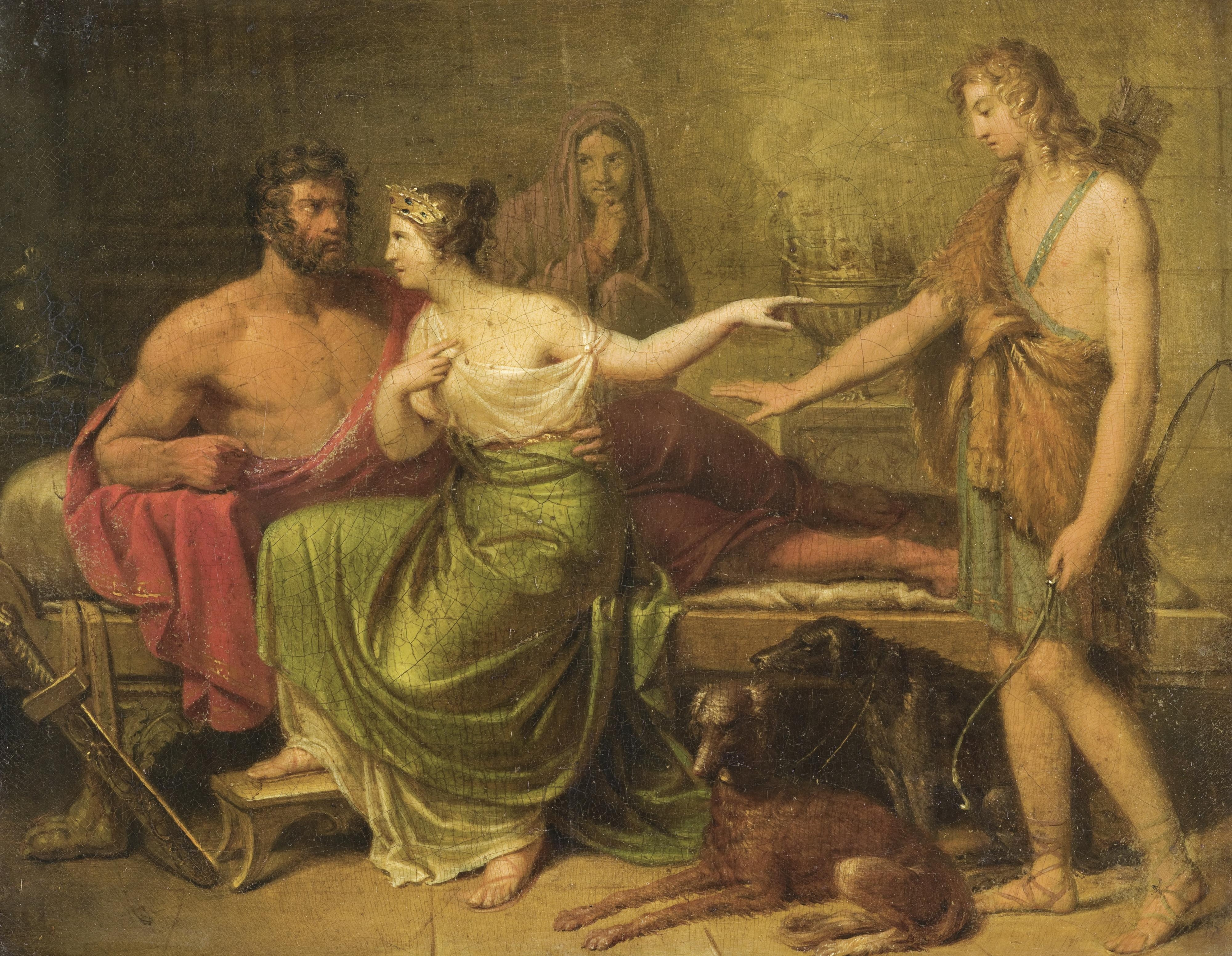

## قراءات أخرى
أنظر مقدمة أولريخ فون فيلاموفيتز مولندورف في ترجمته الألمانية لهيبوليتوس ليوربيدس (1891)؛ أوغست كالكمان، عن هيبوليتوس اليوربيدية (بون، 1882)؛ و (للاعتراضات في الفن) «عن الملاحظات عن أقوال هيبوليتوس» في جريدة علم الآثار عام 1883)؛ جاين إلين هاريسون، الأساطير والحكايات في أثينا القديمة (1890).